# San José de Chiquitos
San José de Chiquitos är huvudstad i provinsen Chiquitos i departementet Santa Cruz i Bolivia. Staden, som hade 16 942 invånare (2005) grundades 19 mars 1697 och var den tredje i Chiquitosterritoriet som grundades av missionärer ur Jesuitorden, under ledning av Felipe Suárez och Dionisio de Ávila.
Staden ligger 280 meter över havet och har ett torrt subtropiskt klimat med en medeltemperatur på 25,4 grader Celsius. Den högsta temperaturen är i november på 32 grader, och den lägsta i juni med 16 grader. Medelluftfuktigheten ligger på 68 procent och årsnederbörden är omkring 1 024 millimeter.
De största näringarna är bomullsodling och turism.
San José de Chiquitos är känt för sitt stentempel som, tillsammans med övriga jesuittempel i landet, har förklarats som nationalmonument av den bolivianska regeringen. 12 december 1990 togs det med på Unescos världsarvslista. Templet byggdes mellan 1745 och 1754 underhålls av stadens invånare.